# Les Petits Hommes
 (octobre 2009).
Si vous disposez d'ouvrages ou d'articles de référence ou si vous connaissez des sites web de qualité traitant du thème abordé ici, merci de compléter l'article en donnant les références utiles à sa vérifiabilité et en les liant à la section « Notes et références ».
Les Petits Hommes est une série de bande dessinée humoristique franco-belge réalisée par Pierre Seron au dessin-scénario, Albert Desprechins et Mittéï au scénario. Éditée par les éditions Dupuis, elle paraît pour la première fois dans le journal Spirou no 1534 du 7 septembre 1967 avec Alerte à Eslapion-sous-Rajevols, titre transformé en Alerte à Eslapion pour la première édition en album en 1972 dans la collection « Okay ». La série est publiée dans Spirou jusqu'au n°3445 du 21 avril 2004, les deux albums suivants n'étant pas publiés dans le magazine avant leur sortie chez Dupuis. L'ultime tome de la série, Eslapion 3, refusé par les éditions Dupuis, est publié par Clair de Lune en 2011.

## Synopsis
C'est dans le petit village de Rajevols que commence l'aventure des Petits Hommes. Un chercheur trouve un fragment de météorite dans son jardin. Ce qu'il ne sait pas encore, c'est que sa découverte va bouleverser la vie de tous les habitants du village. Ce morceau de météorite a pour effet de réduire la taille de celui qui le touche. Mais ça ne s'arrête pas là, puisqu'un simple contact physique avec une personne contaminée entraîne les mêmes effets. Ainsi, le lendemain, ce sont tous les êtres humains du village qui ont rapetissé. Les Petits Hommes n'ont alors plus d'autre choix que de créer une nouvelle ville à leur taille : Eslapion.
Grâce au docteur Joachim Hondegger, les Petits Hommes bénéficient rapidement d'une technologie très avancée, qui leur permettra de venir à bout de toutes les difficultés auxquelles ils seront confrontés, mais au prix de maintes péripéties.

## Personnages
Régis Renaud
Héros de la série. Affublé d'un gros nez à la Gaston Lagaffe et d'une curieuse chevelure noire et blanche surmontée d'un unique cheveu en forme d'antenne (objet de gags occasionnels), il porte la plupart du temps des tenues futuristes. Occupant l'emploi de héros à plein temps, il se caractérise par sa droiture, sa générosité et son courage, ce qui ne l'empêche pas d'être volontiers pantouflard, potache, coureur, fêtard, et colérique. Au sein de la communauté des Petits Hommes, il est préposé à la sécurité des grottes d'Eslapion et de ses habitants. Accessoirement, il est un as de l'aviation.
Cédille
Apparue dans l'album Petits Hommes et Hommes-singes, elle devient aussitôt le second rôle féminin qui collera désormais aux basques de Renaud dans toutes ses aventures. Sexy, ingénue (voire gourde), colérique, rancunière, crampon au possible, fleur bleue… Elle est à la fois adorable et insupportable. Sa grande spécialité est de s'incruster en jouant les passagères clandestines.
Dimanche
Apparu en même temps que Cédille, il incarne l'archétype du Noir cultivé. Instruit, philosophe, fataliste, il joue parfois le rôle de la conscience du groupe et offre un contrepoint à Renaud la tête brûlée et à Lapoutre le râleur. Quant à Cédille, qui représente tout son contraire, il la supporte tant bien mal, et ces deux-là ne ratent pas une occasion de s'envoyer des petites phrases aigres-douces. Il s'exprime dans un langage châtié mais ne prononce pas les “R”.
Lapoutre
Ami fidèle des quasi débuts de la série, il passe par divers emplois au cours de celle-ci. Au début ce n'est que « le brun » dans le tandem du blond et du brun Lapaille et Lapoutre, les deux pilotes de chasse ailiers de Renaud qui s'adressent à celui-ci avec un obséquieux « M'sieur Renaud » plein d'une naïve vénération. Lapaille ne changera pas tellement par la suite, alors que Lapoutre développera au fil des albums un caractère de plus en plus affirmé, pour ne pas dire occasionnellement un caractère de cochon ! À côté de cela c'est un bon camarade, courageux (même s'il faut le pousser un peu au départ), jovial, et apparemment séducteur car, bien qu'on ne le voie guère à l'œuvre, on apprend par la bande qu'il a mis à son tableau de chasse certaines des plus jolies Petites Femmes.
Lapaille
Alter ego de Lapoutre au début de la série, leurs deux noms rappellent une célèbre parabole énoncée par Jésus lors du sermon sur la montagne, dans l’Évangile selon Matthieu : « Comment peux-tu dire à ton frère : « frère, laisse-moi ôter la paille qui est dans ton œil », toi qui ne vois pas la poutre qui est dans le tien ? ». Comparé à Lapoutre, Lapaille ne développera jamais une psychologie très fouillée et restera toujours un adjuvant de second ordre. On le voit néanmoins revenir de façon récurrente comme un compagnon sympathique et jovial, quoique ne brillant pas toujours par un courage exemplaire.
Le docteur Joachim Hondegger
D'abord prénommé Lucien, ce personnage clé de la série joue un rôle déterminant dans la résolution des catastrophes dont il est à l'origine, bien souvent. Archétype de l'apprenti sorcier, il est toujours mis à contribution pour inventer des potions aux effets plus ou moins contrôlés. Plein d'énergie, farfelu, plaisantin, occasionnellement soupe au lait, c'est un personnage qui tient bien moins du savant fou que du savant loufdingue.
Le Duc de la Fourrière
Apparu dans l'album Le Guêpier, il est un peu l'anti-docteur Hondegger. Contrairement à son alter ego, il est mauvais, acariâtre, ambitieux, mégalomane et sadique. Son génie s'exprime de façon très différente du docteur Hondegger, plutôt doué pour la chimie et la biologie, et c'est pourquoi la série ne les oppose pas de façon directe et explicite. Le talent de La Fourrière s'exprime plutôt dans les domaines de la nouvelle technologie et nombre d'albums le voient monter des traquenards hi-tech pour piéger les Petits Hommes, et en particulier Renaud dont il a fait sa bête noire en raison des multiples échecs, humiliations et blessures que celui-ci lui a infligées. Bien qu'il paie occasionnellement de sa personne, le duc est avant tout une éminence grise. Son plus grand talent consiste à instrumentaliser avec brio les technologies (caméras de vidéo-surveillance, détecteurs, radioguidage…), les individus (il sait employer à son profit hommes de main, savants frustrés, le peuple des Beurks, puissances étrangères…) et jusqu'aux animaux (avec une prédilection pour le dressage des mygales, les seules créatures envers lesquelles il semble avoir des sentiments).
Increvable, il connaît de nombreuses péripéties, qui ne font que renforcer sa détermination et le voient revenir chaque fois plus coriace : il est réduit au dixième de sa taille, fait une chute vertigineuse dans un précipice (dans Petits Hommes et Hommes-singes), se retrouve à taille normale mais paralytique (dans Les Six Clones puis Les Petits Hommes et les Catherinettes), avant de réapparaître  miraculeusement intact (dans Bonne fête, maman !).

## Évolution de la série
Née au début des années 1970, la série n'est qu'une de plus dans le paysage fourni de la bande dessinée de jeunesse franco-belge de l'époque : personnages à gros nez dans le style de Franquin, histoires humoristiques et gentillettes. Entre Alerte à Eslapion et L’Exode, le dessin de Seron s'éloigne du style Attanasio pour se rapprocher de celui du Franquin des Gaston, auquel il emprunte les proportions de ses personnages et la plupart de ses effets de modelé (visages et vêtements). 
Dans les années 1980, Pierre Seron prend la direction artistique complète de la série et en devient le scénariste exclusif. Le dessin se modernise et les personnages trouvent leur aspect définitif.
La distribution de personnages se renouvelle d'ailleurs à cette occasion, avec l'abandon des comparses caricaturaux des débuts, aux mentalités stéréotypées comme Gilbert et Tarzan. De Lapaille et Lapoutre (apparus dans l'histoire courte Eslapion 2), les coéquipiers dont les noms forment un jeu de mots, Pierre Seron choisit de ne garder que Lapoutre dont il fait le fidèle et râleur compagnon d'aventures de Renaud. À part en tant qu'adjuvant très occasionnel, le pusillanime Lapaille n'apparaîtra plus dans la série (sa dernière apparition date de l'album Le Peuple des abysses). Par contre, Dimanche et Cédille font leur entrée (dans l'album Petits hommes et hommes-singes) et deviendront des compagnons incontournables aux personnalités antagonistes. Ces personnages démontrent discrètement mais clairement l'ambition de Pierre Seron de prendre ses distances avec une conception traditionnelle de la bande dessinée, appelée à tomber en désuétude : un personnage noir occupe un rôle de premier plan et n'est nullement le subalterne du héros blanc (paternalisme au contraire volontiers égratigné dans les albums avec ironie) et Cédille caricature à ce point le faire-valoir féminin sexy sans un sou de jugeote qu'elle préfigure avec des années d'avance le stéréotype péjoratif de la blonde (et se démarque nettement du personnage autrement compétent de Seccotine, créé par Franquin dès 1953). En contrepoint de ces nouveaux héros modernes, machiavélique, sadique, mégalomane et increvable, le Duc de la Fourrière offre un méchant très classique à la série.
Côté scénarios, la technologie et l'aéronautique sont toujours présentes dans ses albums, comme les coléoptères par exemple. La série s'oriente vers la science-fiction, qui permet à l'auteur d'imaginer des engins et des architectures plus futuristes.
Cette tendance se poursuit d'album en album, puis à partir de Voyage entre deux mondes une nouvelle tendance s'esquisse. À l'exception d'albums science-fiction et du cycle des clones, la série s'attache davantage à raconter des aventures humaines dont l'action se déroule dans les grottes des Petits Hommes ou à leurs abords, et mettent en scène l'histoire personnelle de personnages secondaires : des canards boiteux de la petite communauté (Voyage entre deux mondes), deux guerriers du passé se refusant à enterrer la hache de guerre (Choucroute Melba), un bébé adopté qui se retrouve de nouveau orphelin (Bébé Tango), deux enfants imprudents et irresponsables (Bingo), une fillette qui se réveille d'un long coma (Miss Persil), un perdant qui devient roi (Les Fourmicrabes), la jeune victime d'un coup monté crapuleux et sordide (Chiche !), deux frères ambitieux et sans scrupules (Au nom du frère)…

## L'auteur

### La touche Seron
À partir des années 1980, Pierre Seron trouve véritablement son style et les albums deviennent très fortement imprégnés de sa personnalité. L'auteur définit ses propres codes : assurant maintenant le dessin et le scénario de ses albums, il réunit les deux en un unique concept en inventant le mot-valise « desnario ». Tous les albums porteront désormais la mention « Desnario : Seron ».
En particulier La Planète Ranxérox se lit en tenant l'album non pas de la façon habituelle, mais comme un calendrier, et où les héros en couleurs découvrent un monde photocopié en noir et blanc dans lequel ils font figure de « bugs visuels » et perturbent l'ordre établi. Ou encore l'album suivant Le Trou blanc, où le concept est poussé encore plus loin : l'album est quasiment monochrome et les héros sont plus perdus que jamais dans un univers post-apocalyptique dantesque qui est sans issue, d'une certaine façon.
Tchakakahn, où en parallèle de l'aventure des Petits Hommes se déroule une autre histoire entre les cases de l'album : deux enfants s'amusent à y jouer aux billes, à la voiture téléguidée ou à y lâcher une souris qui finit par dévorer complètement les cases de l'histoire en fin d'album. Ou Melting-pot qui fait évoluer Renaud et ses amis dans un univers virtuel truffé d'images informatiques. Ou encore Duels qui présente une mise en abyme : Renaud y découvre sur les planches d'un ami dessinateur de bande dessinée l'histoire qu'il est simultanément en train de vivre.
Sans être intimement liées au déroulement de l'histoire, de nombreuses autres trouvailles visuelles émaillent les albums : l'utilisation d'images photocopiées ou scannées intégrées dans les décors, de trames, de couleurs fluos dans Les Fourmicrabes, de légendes typographiées comme des listings informatiques inhabituelles dans ce type de bande dessinée. Bingo offre des cases panoramiques en traitant chaque double-page en vis-à-vis de l'album comme une unique page très large. Le début de Bébé Tango propose une ellipse du temps qui s'écoule juste après l'accident, alors que la voiture est dans le ravin. Et ainsi de suite.
Autre touche personnelle de l'auteur, la page de garde de l'album ne comporte pas une illustration tirée de l'album, mais une illustration inédite jouant sur un registre comique et décalé, faisant volontiers un clin d'œil humoristique au thème ou au titre de l'album. Toutefois, cette pratique n'a rien d'original : la couverture de la plupart des bandes dessinées franco-belges des années 1950-1960 était conçue de cette façon (par exemple celle du Gorille a bonne mine ou de QRN sur Bretzelburg de Franquin). Seron a simplement poussé l'exercice jusqu'à concevoir quelques couvertures n'ayant plus de rapport avec le récit lui-même.
Apparaît également au cours de la seconde époque de la série le Lecteur : un petit garçon représentant l'échantillon type du lectorat de série qui commente sur un mode comique les avatars des héros : il ne s'agit cependant absolument pas d'une invention de Seron, puisqu'on trouve déjà ce type d'incrustation dans les derniers Spirou de Franquin ou dans ceux de Fournier. Son point de vue est strictement celui du spectateur : il ne joue lui-même aucun rôle dans l'action principale, mais il interpelle volontiers l'auteur pour critiquer ses choix scénaristiques ou lui demander que les héroïnes soient un peu plus dénudées ! Il ne perdure guère dans la troisième époque de la série.
Mais Le Lecteur n'est que l'un des aspects du goût de l'auteur pour le détournement des codes et les mises en abyme. Quoiqu'étant au départ une série classique pour la jeunesse, Les Petits Hommes devient vite un laboratoire où l'auteur invente toutes sortes de procédés artistiques.

### Une âme de sadique?
Pierre Seron aime également se jouer de ses personnages et les prendre comme cobayes d'expériences qui ne sont pas toujours vécues par eux comme agréables.
- Dans La Planète Ranxérox il fait de Dimanche un Blanc et de la blonde Cédille une Noire.
- Dans Le Trou blanc Lapoutre et l'anaconda apprivoisé Prosper se retrouvent affublés d'alter ego monochromes.
- À la fin de l'album Les 6 Clones Renaud possède six clones.
- Le Dernier des petits hommes présente un futur alternatif de cauchemar où la communauté des Petits Hommes est découverte par des grands qui éradiquent les personnages de la série l'un après l'autre, avant de faire périr l'Eslapion dans un holocauste de feu (c'est en fait un film du petit homme El Rico).
- Renaud mettant de la mauvaise volonté à jouer son rôle de héros et se rebellant ouvertement contre Seron, celui-ci lui inflige une série de crasses et en fait son véritable souffre-douleur dans l'album Petits hommes et mini-gagagags, par ailleurs dépourvu de toute intrigue.
- Dans C + C = Boum, Renaud n'est pas le héros et n'apparaît que comme guest star tout à la fin de l'album.
- Miss Persil, Les Fourmicrabes et Chiche ! voient l'aspect de notre héros se modifier considérablement sur plusieurs albums, à la suite des expériences d'apprenti-sorcier du docteur Hondegger.

## Noms de lieux et de personnages
Bien que Belge de naissance, l'auteur Pierre Seron semble porter une certaine affection aux noms pittoresques de certaines localités françaises dont il s'inspire largement pour nommer les lieux fictifs où vivent les Petits Hommes, en les détournant : Eslapion provient d'Espalion, Ravejols de Marvejols ou encore Berg-en-Brousse de Bourg-en-Bresse.
Les noms des personnages constituent souvent eux aussi des clins d'œil plus ou moins explicites. La bande dessinée franco-belge des années 1970 se caractérisait par un certain nombre de poncifs parmi lesquels le patronyme du héros, censé évoquer de hautes qualités morales ou encore la modernité triomphante des Trente Glorieuses : Michel Vaillant, Marc Dacier, Vic Vidéo, etc. C'est avec ironie que Pierre Seron donne à son héros le nom du fleuron de l'industrie automobile française, Renault (malgré l'orthographe légèrement modifiée, l'auteur confirme lui-même la référence dans La Planète Ranxérox). Lapaille et Lapoutre font référence à un précepte évangélique. Dimanche rappelle le personnage de Vendredi dans le roman Robinson Crusoé de Daniel Defoe et les romans de Michel Tournier, et évoque le mythe du bon sauvage, alors qu'il est ostensiblement le plus civilisé de la bande. Avant de devenir un personnage de tout premier plan, Cédille apparaît initialement comme une poupée écervelée, une fioriture de luxe comme peut le paraître la cédille, signe diacritique maniéré de la langue française écrite. En outre, son nom évoque celui d'une autre héroïne de bande dessinée tout aussi futile, quoique dans un genre différent : Virgule de Guillemets la dulcinée d'Achille Talon. La Fourrière n'évoque rien de sympathique de par son nom, et il entre effectivement dans l'univers des Petits Hommes comme un malfaisant qui les met en cage. Le nom du docteur Hondegger (bien que proche du patronyme d'Heidegger) reste en revanche une énigme.

## Publications en français

### Albums

#### Série classique

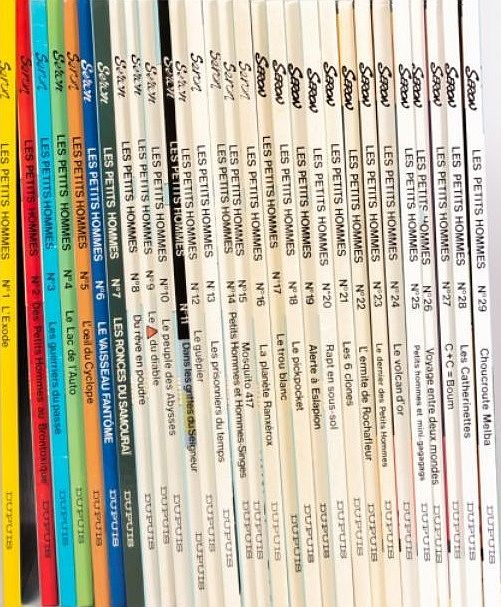
Les Petits Hommes 1 à 29.

- Alerte à Eslapion, Dupuis, coll. « Okay », Marcinelle, 1972
Scénario : Albert Desprechins - Dessin : Pierre Seron
- 1 L’Exode, Dupuis, Marcinelle, 1974
Scénario : Albert Desprechins - Dessin : Pierre Seron
- 2 Des petits hommes au Brontoxique, Dupuis, Marcinelle, 1974
Scénario et dessin : Pierre Seron
- 3 Les Guerriers du passé, Dupuis, Marcinelle, 1975
Scénario : Hao - Dessin : Pierre Seron
- 4 Le Lac de l'auto, Dupuis, Marcinelle, 1975
Scénario : Hao - Dessin : Pierre Seron - Couleurs : Vittorio Leonardo
- 5 L'Œil du Cyclope, Dupuis, Marcinelle, 1976
Scénario : Hao - Dessin : Pierre Seron - Couleurs : Vittorio Leonardo
- 6 Le Vaisseau fantôme, Dupuis, Marcinelle, 1977
Scénario : Mittéï - Dessin : Pierre Seron - Couleurs : Vittorio Leonardo
- 7 Les Ronces du Samouraï, Dupuis, Marcinelle, 1978
Scénario : Mittéï - Dessin : Pierre Seron - Couleurs : Vittorio Leonardo
- 8 Du rêve en poudre, Dupuis, Marcinelle, 1978
Scénario : Hao - Dessin : Pierre Seron
- 9 Le Triangle du diable, Dupuis, Marcinelle, 1979
Scénario : Mittéï - Dessin : Pierre Seron - Couleurs : Vittorio Leonardo
- 10 Le Peuple des abysses, Dupuis, Marcinelle, 1980
Scénario : Mittéï - Dessin : Pierre Seron - Couleurs : Vittorio Leonardo
- 11 Dans les griffes du Seigneur, Dupuis, Marcinelle, 1981
Scénario : Mittéï - Dessin : Pierre Seron - Couleurs : Vittorio Leonardo
- 12 Le Guêpier, Dupuis, Marcinelle, 1981
Scénario et dessin : Pierre Seron - Couleurs : Vittorio Leonardo
- 13 Les Prisonniers du temps, Dupuis, Marcinelle, 1982
Scénario et dessin : Pierre Seron - Couleurs : Vittorio Leonardo
- 14 Petits hommes et hommes-singes, Dupuis, Marcinelle, 1983
Scénario et dessin : Pierre Seron - Couleurs : Vittorio Leonardo
- 15 Mosquito 417, Dupuis, Marcinelle, 1984
Scénario : Stephen Desberg, Hao, Pierre Seron - Dessin : Pierre Seron - Couleurs : Vittorio Leonardo
- 16 La Planète Ranxérox, Dupuis, Marcinelle, 1985
Scénario et dessin : Pierre Seron - Couleurs : Vittorio Leonardo
- 17 Le Trou blanc, Dupuis, Marcinelle, 1985
Scénario et dessin : Pierre Seron - Couleurs : Vittorio Leonardo
- 18 Le Pickpocket, Dupuis, Marcinelle, 1985
Scénario : Gos, Pierre Seron - Dessin : Gos, Pierre Seron, Walt - Couleurs : Vittorio Leonardo
- 19 Alerte à Eslapion[3], Dupuis, Marcinelle, 1986
Scénario : Albert Desprechins - Dessin : Pierre Seron - Couleurs : Vittorio Leonardo
- 20 Rapt en sous-sol, Dupuis, Marcinelle, 1986
Scénario : Mittéï - Dessin : Pierre Seron - Couleurs : Vittorio Leonardo
- 21 Les 6 Clones, Dupuis, Marcinelle, 1987
Scénario et dessin : Pierre Seron - Couleurs : Vittorio Leonardo
- 22 L'Ermite de Rochafleur, Dupuis, Marcinelle, 1987
Scénario : Stephen Desberg, Mittéï, Pierre Seron - Dessin : Pierre Seron - Couleurs : Vittorio Leonardo
- 23 Le Dernier des petits hommes, Dupuis, Marcinelle, 1988
Scénario et dessin : Pierre Seron - Couleurs : Vittorio Leonardo
- 24 Le Volcan d'or, Dupuis, Marcinelle, 1988
Scénario et dessin : Pierre Seron - Couleurs : Vittorio Leonardo
- 25 Petits hommes et mini-gagagags, Dupuis, Marcinelle, 1989
Scénario et dessin : Pierre Seron - Couleurs : Vittorio Leonardo
- 26 Voyage entre deux mondes, Dupuis, Marcinelle, 1990
Scénario et dessin : Pierre Seron - Couleurs : Vittorio Leonardo
- 27 Pierre Seron, Marcinelle, Dupuis
Scénario : Pierre Seron - Dessin : Vittorio Leonardo - Couleurs : 1991
- 28 Les Petits Hommes et les catherinettes, Dupuis, Marcinelle, 1992
Scénario et dessin : Pierre Seron - Couleurs : Vittorio Leonardo
- 29 Choucroute Melba, Dupuis, Marcinelle, 1993
Scénario et dessin : Pierre Seron - Couleurs : Vittorio Leonardo
- 30 Bébé Tango, Dupuis, Marcinelle, 1994
Scénario et dessin : Pierre Seron - Couleurs : Vittorio Leonardo
- 31 Tchakakahn, Dupuis, Marcinelle, 1995
Scénario et dessin : Pierre Seron - Couleurs : Vittorio Leonardo
- 32 Melting-pot, Dupuis, Marcinelle, 1996
Scénario et dessin : Pierre Seron - Couleurs : Vittorio Leonardo
- 33 Vingt mille lieues sous les terres, Dupuis, Marcinelle, 1997
Scénario et dessin : Pierre Seron - Couleurs : Vittorio Leonardo
- 34 Bonne fête, maman !, Dupuis, Marcinelle, 1998
Scénario et dessin : Pierre Seron - Couleurs : Vittorio Leonardo
- 35 Duels, Dupuis, Marcinelle, 1999
Scénario et dessin : Pierre Seron - Couleurs : Vittorio Leonardo
- 36 Fesses d'Argile & fils, Dupuis, Marcinelle, 1999
Scénario et dessin : Pierre Seron - Couleurs : Vittorio Leonardo
- 37 Bingo, Dupuis, Marcinelle, 2000
Scénario et dessin : Pierre Seron - Couleurs : Vittorio Leonardo
- 38 Miss Persil, Dupuis, Marcinelle, 2001
Scénario et dessin : Pierre Seron - Couleurs : Vittorio Leonardo
- 39 Les Fourmicrabes, Dupuis, Marcinelle, 2002
Scénario et dessin : Pierre Seron - Couleurs : Vittorio Leonardo
- 40 Chiche !, Dupuis, Marcinelle, 2003
Scénario et dessin : Pierre Seron - Couleurs : Vittorio Leonardo
- 41 Opération Q.I., Dupuis, Marcinelle, 2004
Scénario et dessin : Pierre Seron - Couleurs : Vittorio Leonardo
- 42 Au nom du frère, Dupuis, Marcinelle, 2006
Scénario et dessin : Pierre Seron - Couleurs : Vittorio Leonardo
- 43 Castel Montrigu, Dupuis, Marcinelle, 2007
Scénario et dessin : Pierre Seron - Couleurs : Vittorio Leonardo
- 44 Eslapion 3, Clair de lune, 2011
Scénario et dessin : Pierre Seron

#### Série Soleil
Une série de cinq albums compilant plusieurs inédits ont été édités successivement par Soleil et Jourdan, puis Soleil de nouveau, dans la collection « Junior ».
- 1 Des souris et des petits hommes, Soleil, Toulon, 1989
Scénario : Albert Desprechins - Dessin : Pierre Seron
- 2 Eslapion 2, Soleil, Toulon, 1990
Scénario : Mittéï, Pierre Seron - Dessin : Pierre Seron
- 3 Les Évadés, Soleil, Toulon, 1991
Scénario : Mittéï, Pierre Seron - Dessin : Pierre Seron
- 4 Le Petit Homme qui rit, Jourdan, 1991
Scénario : Mittéï, Pierre Seron - Dessin : Pierre Seron
- 5 Les Petits Hommes et un coq, Jourdan, 1992
Scénario : Albert Desprechins, Pierre Seron - Dessin : Pierre Seron

#### Les Centaures
Renaud et d'autres petits hommes apparaissent également dans l'histoire Kelvinhathor III de la série Les Centaures du même Seron. Il s'agit du 2e crossover entre les 2 séries avec l'histoire Le Volcan d'or
- 3 Kelvinhathor III, Editions Soleil, Toulon-Marcinelle, 1989
Scénario et dessin : Pierre Seron

## Série dérivée

### Les Petites Femmes
En 1999 débute chez Joker la publication d'une nouvelle série, intitulée Les Petites Femmes. L'esprit licencieux de Pierre Seron, souvent présent au second degré dans Les Petits Hommes, s'y exprime cette fois sans retenue. Malgré son nom, la série n'est pas du tout un spin-off des Petits Hommes, et n'est pas non plus une série pour la jeunesse. En fait, il s'agit d'une série très coquine ne laissant planer aucun mystère sur les anatomies de ses protagonistes, tant masculins que féminins, qui s'y livrent, sur des îles tropicales enchanteresses, à toutes les fantaisies sexuelles possibles, sans rien perdre de l'humour malicieux et vachard de l'auteur.
1. Les Petites Femmes et le gabarit sacré (1999)[4]
2. Les Petites Femmes… à plumes (2000)
3. Les Petites Femmes et les têtes de nœud (2001)
4. « Messie » le retour (2005)
5. À la recherche du sein grêle (2007)
6. V.D.Q.S. (2009)